# 病院列車
病院列車（びょういんれっしゃ）は、医療提供のための設備を備えた車両を備えた鉄道 列車である。車内に基本的な看護設備や応急処置設備を備えた列車から、手術室や看護病棟を備えた設備の整った移動式医療センターまで、多岐にわたる。

## 歴史

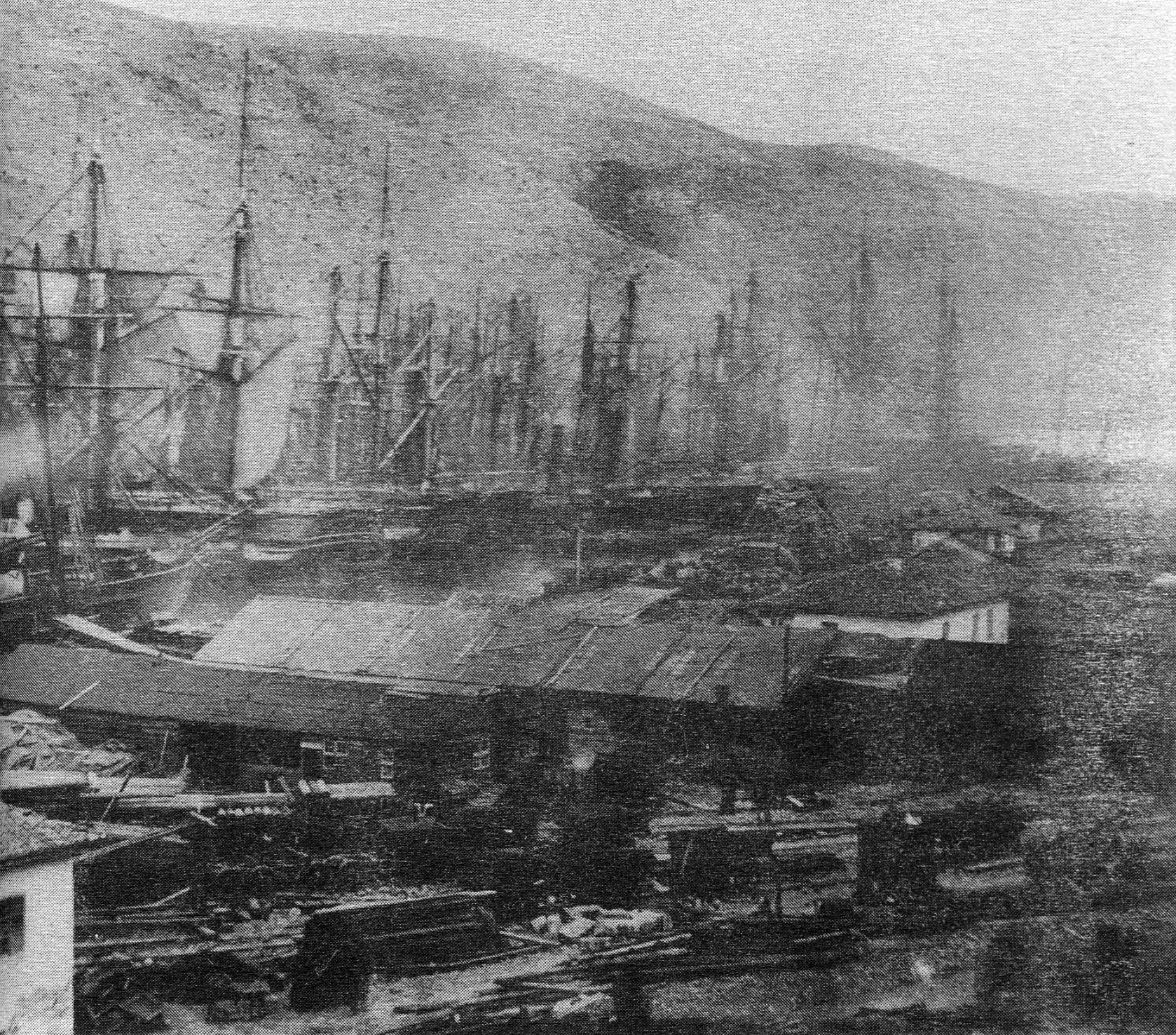
クリミア戦争中、最初の病院列車が運行されたバラクラバ Balaclavaの操車場.
写真：Roger Fenton.

最初の病院列車は1850年代のクリミア戦争中に製造された。初運行は1855年4月2日で、列車は病人や負傷者を台地からバラクラバの埠頭まで運んだ。
1873年、フランス鉄道機器会社はウィーン万国博覧会で4台の救急車で構成された列車を発表した。

### 拡大

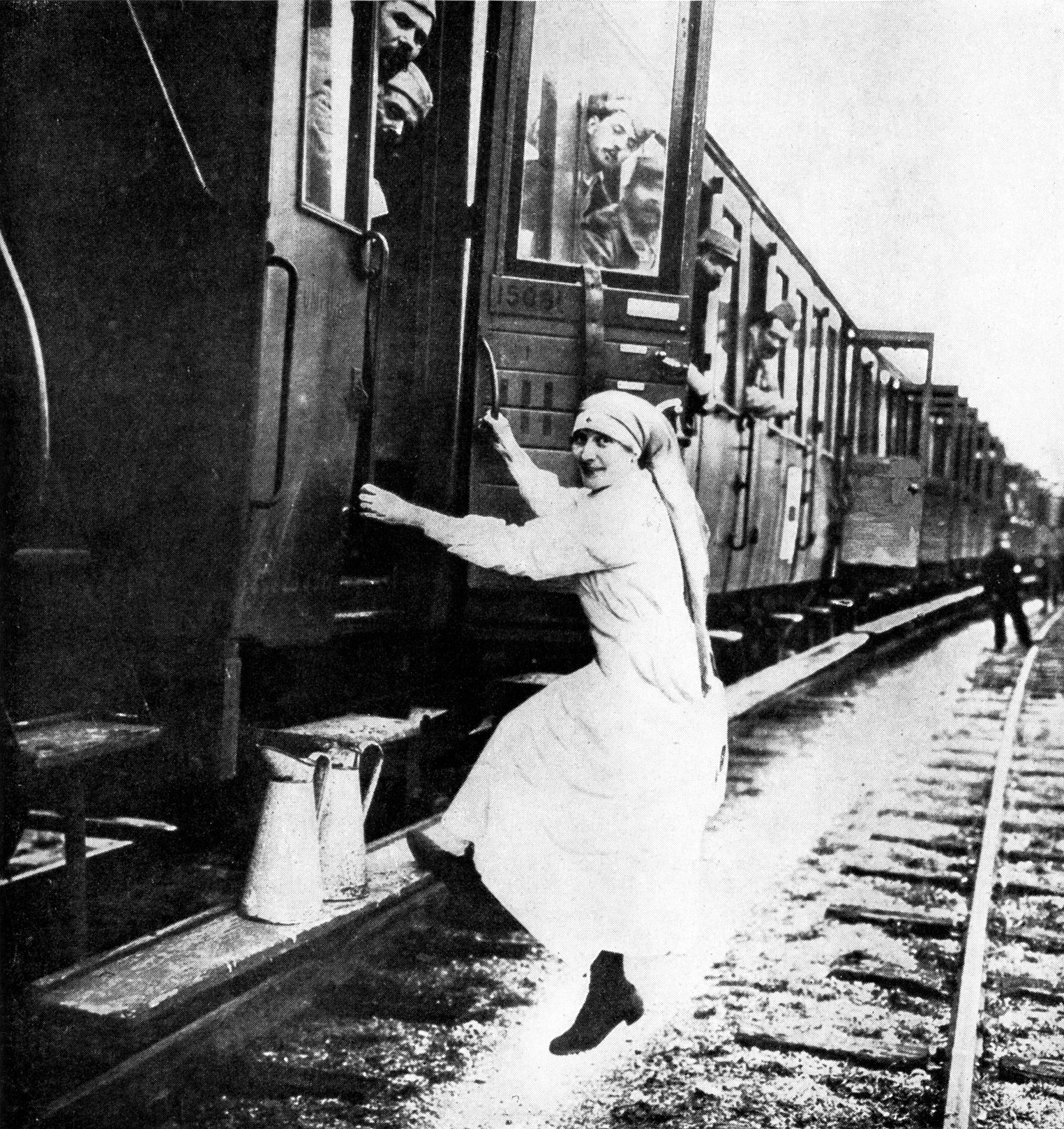
病気や負傷した兵士をパリへ運ぶフランス赤十字社の列車 1914年10月27日

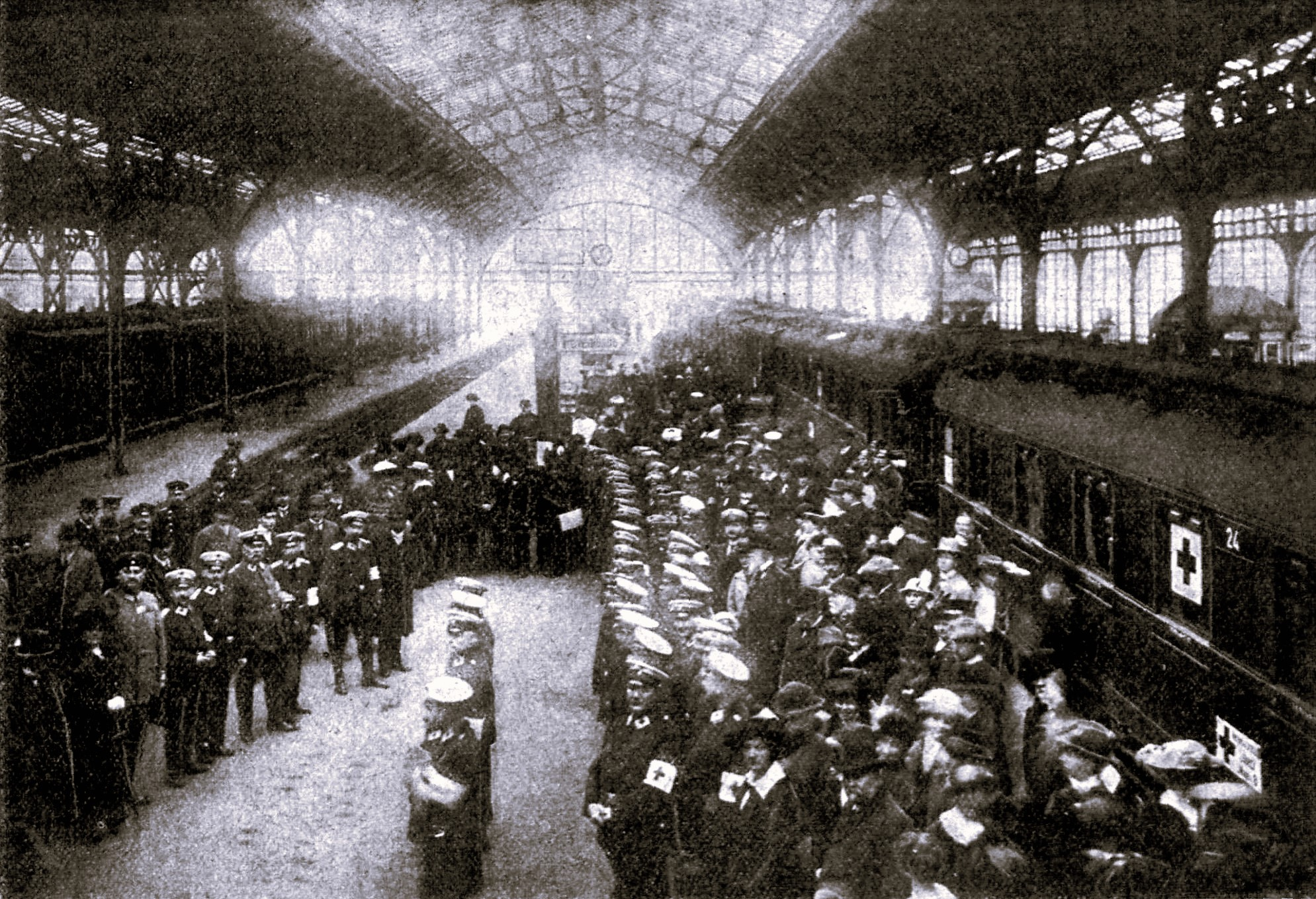
リューベックから病院列車が出発 1914年10月27日

病院列車はその後、第二次イタリア独立戦争、アメリカ南北戦争、普仏戦争で使用された。また、植民地戦争、特にアングロ・ズールー戦争でも広く使用された。しかし、これらの病院列車は主に兵員輸送列車であり、乗客は負傷者と瀕死の患者に限られていた。車内には医療設備はほとんど、あるいは全くなかったが、看護師が負傷者に同行し、列車の客車には人道的役割を示すとともに敵の攻撃を防ぐために赤十字が描かれていた。
第一次世界大戦中、西部戦線をはじめとする戦線において、列車が移動医療施設として利用されるようになった。 王立陸軍医療部隊は、外科病棟や必須の医療物資を搭載した救急列車を編成した。1914年の1ヶ月間で、フランドルの戦場から10万人以上のイギリス軍負傷者を列車で搬送した。
これらの列車は、フランス海峡の港で病院船と接続し、負傷したイギリス兵をイギリス本国に送還することができた。この時代の病院列車を体験した人々の日記が数多く残っており、車両が白や赤と白で塗装されていたことから、「グレート・ホワイト・ホスピタル・トレイン」と呼ばれているものが多くある。
第二次世界大戦中、病院列車はすべての主要戦闘国で大規模に使用され、朝鮮戦争でも限定的に使用された。しかし、その頃には、戦場における移動医療の提供手段として、自動車輸送と航空機による搬送が列車に代わっていた。アメリカ陸軍は、負傷兵を輸送するために特別な病院列車を建造し、ニューヨーク州ニューヨーク市、バージニア州ハンプトン・ローズ、サウスカロライナ州チャールストン、ルイジアナ州ニューオーリンズ、カリフォルニア州サンフランシスコを拠点として運行していた。

## 現在運行中の病院列車

### Rail-DiMeC研究会
日本における Rail DiMeC（鉄道の災害医療への活用）研究会は、災害発生時の患者輸送や医療隊の送り込みに鉄道を活用する研究を行なっており、第23回日本鉄道賞を受賞している。

### ロシアの病院列車

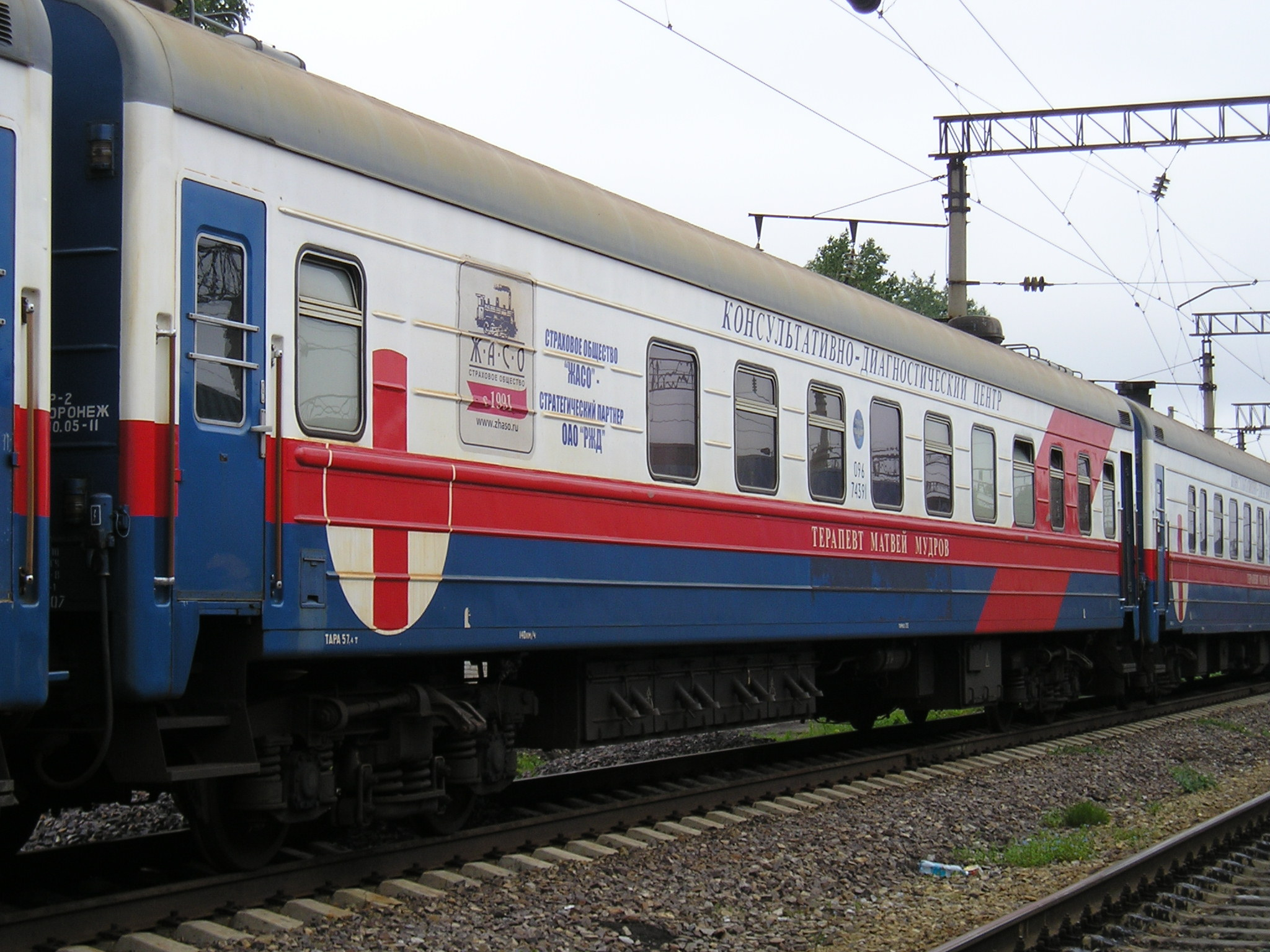
ロシア鉄道の移動列車医療センター、テラペフト・マトヴェイ・ムドロフ (Terapevt Matvey Mudrov)

ロシアの地方自治体と国営鉄道は、2010年以降、限られた時期に、主にシベリア各地のアクセスが困難な村々で5本の病院列車を運行している。各列車には地方都市や遠隔地からの医療従事者が乗務している。

### マルタ主権軍事騎士団
マルタ主権軍事騎士団（SMOM）は主権国家（独立国に似ているが、主権領土を持たない）であり、騎士団の軍事部隊として知られるホスピタル騎士団の伝統に従い、軍部を通じて病院列車を運行してきた歴史がある。このような列車の運行は第二次世界大戦中にピークを迎えたが、SMOMは現在も運行を続けている 。これらには、難民にシェルターを提供し基本的な医療を提供するための車両で構成された列車や、より高度な技術を備え、幅広い医療サービスを提供できる列車などがある。

### メキシコのドクター・ヴァゴン

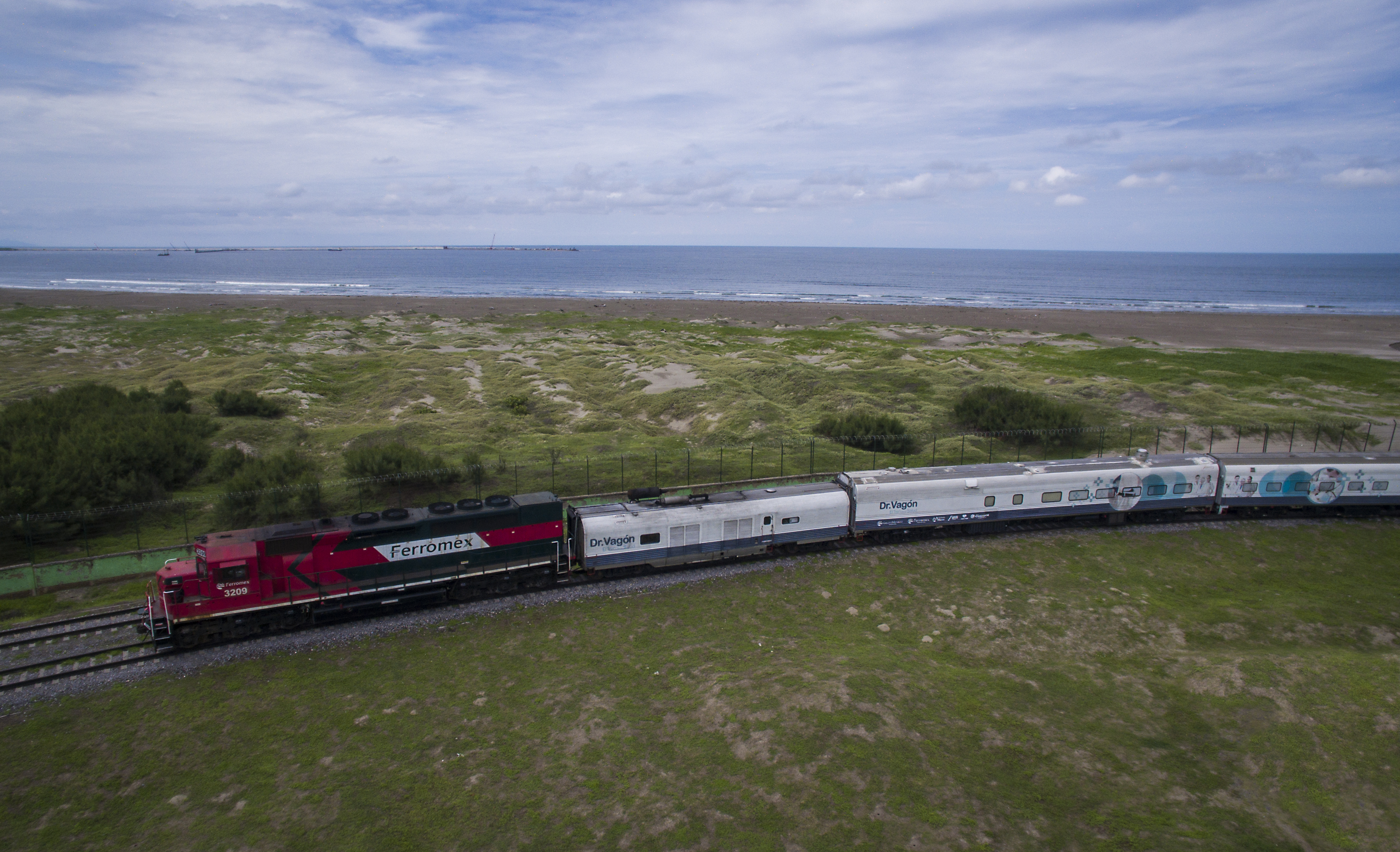
メキシコを運行するドクター・ヴァゴン

メキシコ・グループ財団がフェロメックスと共同で運営するドクター・ヴァゴン病院列車は、メキシコの医療アクセスが困難な地域に無料で包括的な医療を提供する鉄道病院である。ドクター・ヴァゴンは、医療サービスが受けられないか不十分な地域に大きく貢献してきた。
ドクター・ヴァゴンは全長435メートルで、設備の整った客車が17台あり、診療室5室、寝室、食堂、薬局、手術室などが備わり、医療および管理職員からなる 64 人の常勤スタッフを擁している。
このインフラと人的資源により、1日500人以上の患者を診察し、一般検診に加え、眼科、皮膚科、小児科、老年科、婦人科などの専門検査を提供している。また、臨床検査やレントゲン検査などのその他の医療サービスも提供している。ドクター・ヴァゴンは眼鏡、補聴器、無料の薬も提供している。
2019年後半に手術室を増設したドクター・ヴァゴンでは、外来手術が可能である。医療サービスの提供に加え、参加者向けの講座やワークショップの開催、家族向けの映画上映なども行っている。

### インドのライフライン・エクスプレス
ライフライン・エクスプレスは、高度な技術を駆使した近代的な病院列車の一例である。1991年からインパクト・インディア財団によって運行されているこの列車は、インドの農村部における医療提供に大きな影響を与えてきた。

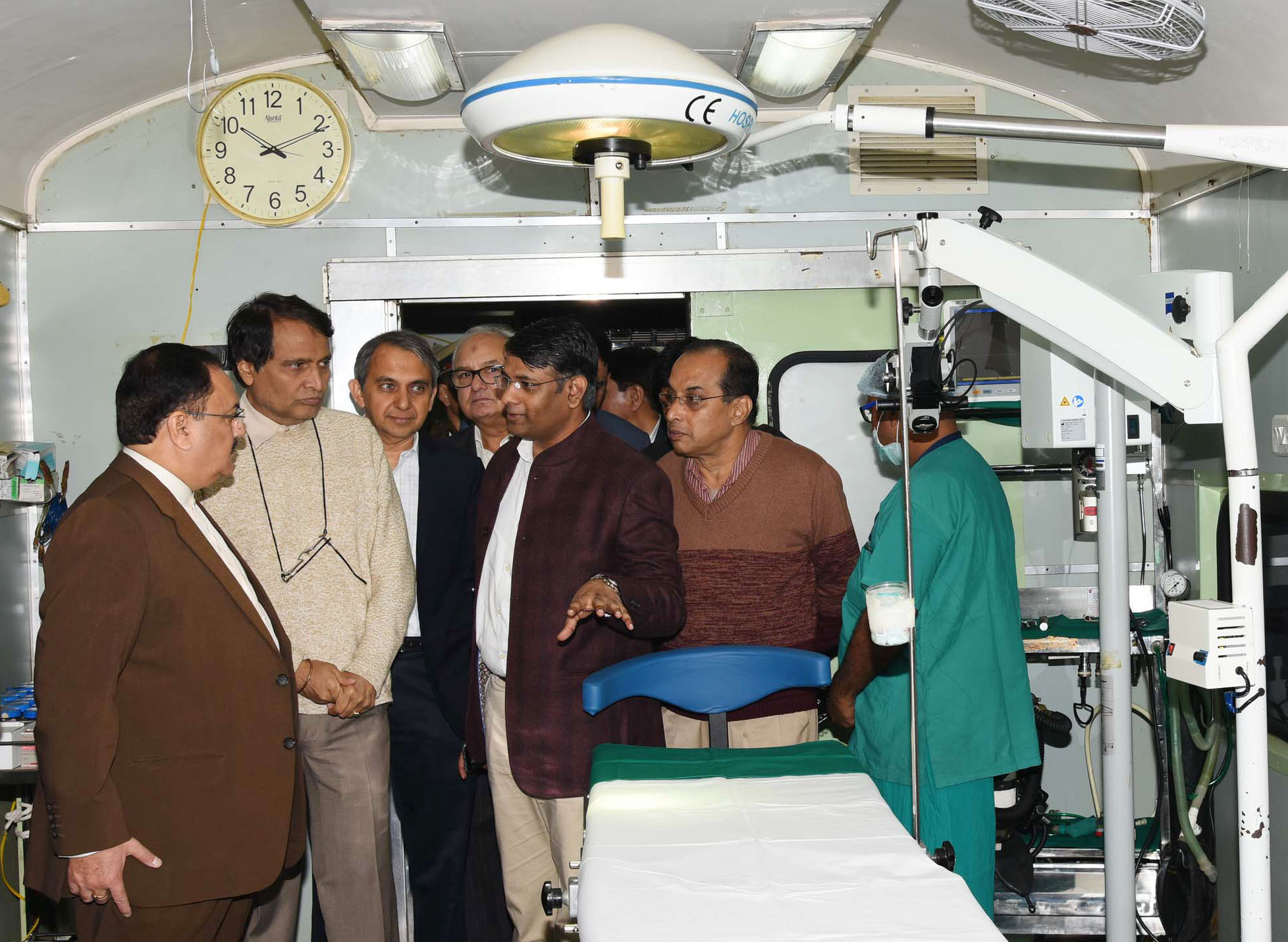
ライフライン・エクスプレスを訪問した高官ら 2016年

インド全土を網羅するインド鉄道網を走るライフライン列車（俗に「魔法の列車」と呼ばれる）は、町から町へと移動し、各町の駅の側線やプラットフォームに1週間ほど停車しながら、高度な医療サービスを希望者に提供する（多くの場合、地元の医療センターの能力を上回る）。簡単な審査やトリアージ手続きを経て、最も必要とする人々にサービスが提供される。これらの列車には看護病棟と本格的な手術室が備わる。列車には医療スタッフと看護スタッフが常駐し、外科手術に関しては、自由時間を列車内で過ごし、インド人外科医が時間と才能を慈善的に提供している。

### 中国の眼科病院列車

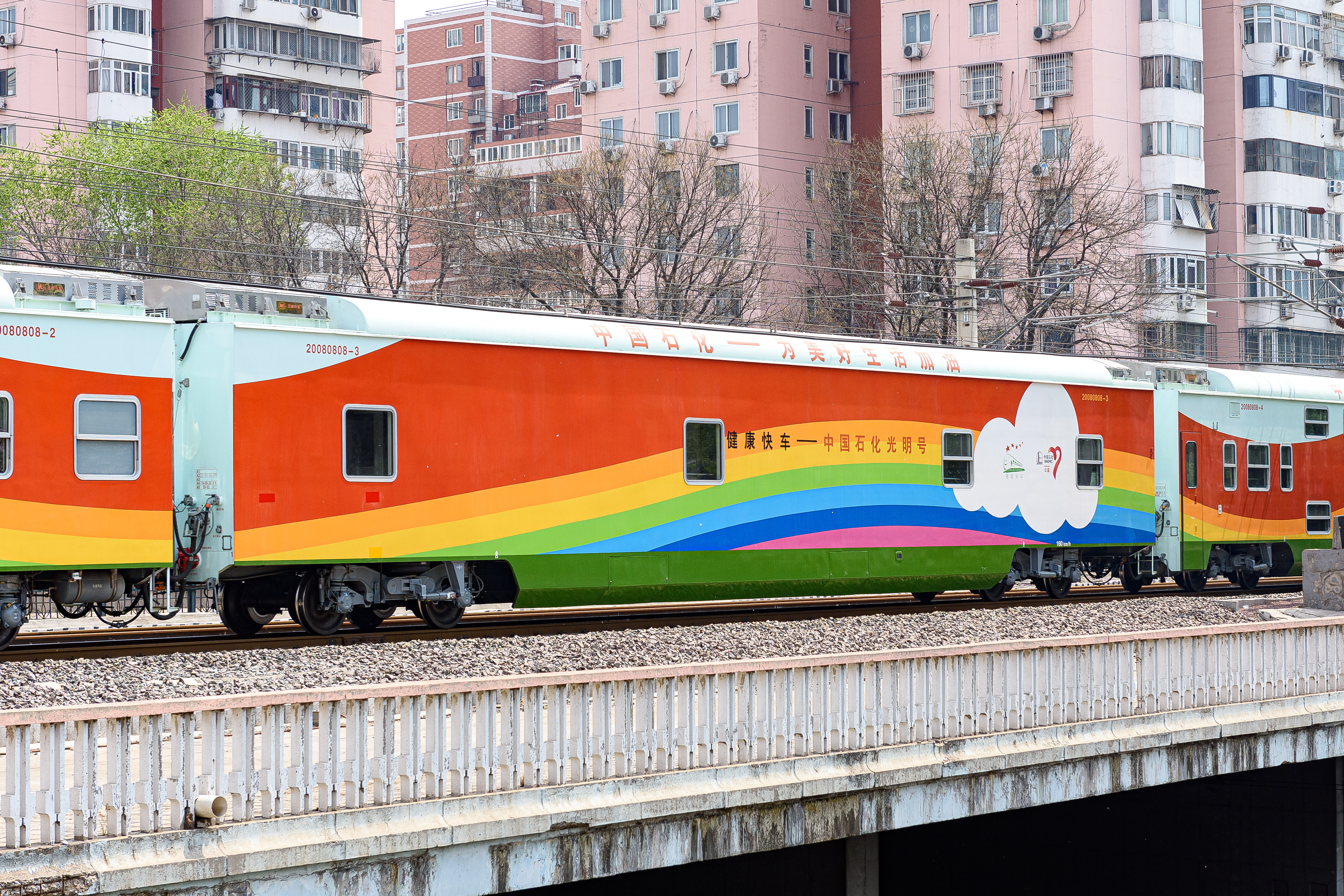
Lifeline Express coach ライフライン・エクスプレス

国営の中国国家鉄路集団は現在、4本の眼科病院列車を運行しており、そのうち4本目となる最新列車は中国南車を通じて運行され、2009年初頭に四川省の住民に向け運行を開始した。列車内では、一般的な白内障手術を含む様々な眼科手術が無料で受けられる。

### 南アフリカのフェロフェパ列車
フェロフェパ列車は1994年に設立され、コルゲート・パーモリーブ社を含む企業や個人の寄付者によって支援されている。移動病院として運行され、2019年時点で2,000万人にサービスを提供している。各列車はそれぞれ4つの州を巡回し、各州に2ヶ月間滞在する。列車内では、地域保健プログラムを実施しており、サービスには、基礎医療、心理カウンセリング、歯科治療、視力検査などが含まれる。

### インドネシアの鉄道クリニック

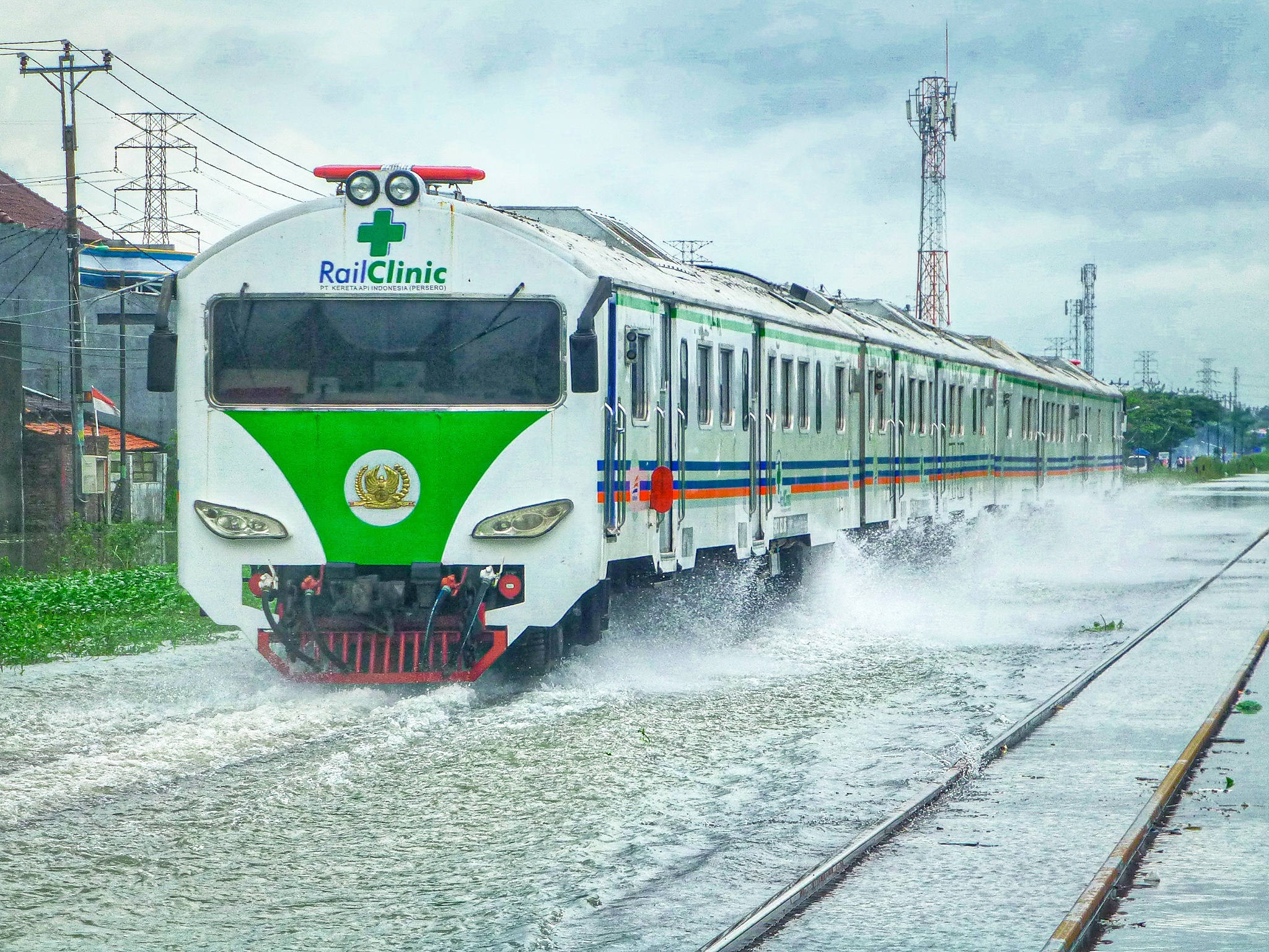
Rail Clinic in Indonesia

鉄道クリニックは国営鉄道会社クレタ・アピ・インドネシアによって運営されている。列車内で提供される健康サービスには、一般検診、歯科検診、妊娠検診、臨床検査、医薬品サービスなどがある。

### ウクライナ医療列車搬送
2022年のロシアのウクライナ侵攻中に2本の列車を用いて行われた医療列車搬送。8ヶ月にわたり、医療列車は74往復し、最前線に近い11都市から2,481人の患者を搬送した。

## 過去の病院列車

### SNCF病院列車
フランス国鉄（SNCF）は、COVID-19パンデミックへの対応として、2020年3月に5両編成のTGV高速列車を移動病院として改造した。この列車は、COVID-19患者を空床のある病院に搬送するために使用された。
- パリ・オステルリッツ駅駅のTGV列車「シャルドン5号」（左）と「シャルドン4号」（右）。
- ストレッチャー設置前のTGVデュプレックス車両の下層部。
- 同じ車に担架を4台設置。

### アルマ病院列車
アルマ病院列車は、「魂の列車」と大まかに訳され、少なくとも1980年から2010年までアルゼンチンで運行されていた病院列車である 。この列車は、アルゼンチン北西部の都市部以外の地域で子供たちを治療している。伝えられるところによると、アルマ病院列車は月に一度出発し、年間8～9便運行していた。各便は15日間運行され、約15人の専門ボランティアが乗車し、1便あたり約500～600人の子供たちを治療していた。

### 大日本帝国の病院列車
傷病者が輸送される軍用列車には、重症患者用の病院列車と比較的軽症な患者を運搬する患者列車があった。
戦地から傷病兵の輸送に使われ、重症患者、伝染病患者および精神病患者を輸送の対象としていた。
病院列車は、軍兵站管区よりも後方に特別に編成運行され、患者が少数である場合は、一部が軍用列車または普通列車に連結された。病院列車の車側および屋蓋には赤十字が標識され、後送機関として赤十字条約の適用を受けた。
車両は管理室、病室、薬室、手術室、滅菌室、消毒室、包厨室、倉庫などに区分され、患者の収容、治療および看護に従事する軍医、看護長および看護兵が衛生材料を携行して乗り込んだ。
国内で病院列車として運用された客車の詳細は病客車を参照。
日露戦争では、病院列車は用いられず、満州事変では関東軍が北満で病院列車を運行した。
満洲事変下の1931年（昭和6年）時点で病院列車が2編成、病院船2隻が運用されており、日本赤十字社から派遣された医師と看護婦が軍の指揮のもとで衛生隊を補助した。

### 進駐軍の病院列車
連合軍は日本へ進駐すると傷病兵を横浜港に揚陸し、厚木から航空機で本国に送還する体制を取った。占領下初の軍事列車として臨時病院列車の運行が始まり、昭和20年9月7日から11日までの5日間に横浜港駅－厚木間に11列車で約4,400名の傷病者を輸送した。
また、連合軍は日本への進駐する際に各地の病院を接収し、野戦病院とした。そこで基地から病院へ傷病兵を輸送するため東京－青森・東京－佐世保間に病院列車を定期運行するよう国鉄に指令。昭和21年2月に「Allied Limited」・「Dixie Limited」等の1000番台列車が運行するまで運転を続けた。運転間隔は１週間ないし10日ごとに各1往復で、編成は荷物車1両、食堂車1両、二等寝台車3両、一・二等寝台車1両、一等寝台車1両、展望車1両の８両編成であった。昭和20年12月には旧軍時代の病客車を畳からベッドへ改造し、編成中の寝台車をこれらに置き換えている。
昭和25年、朝鮮戦争が勃発すると傷病兵輸送が活発になり、既存の病客車に加えて連合軍専用客車の１、２等寝台車や部隊簡易寝台車も病客車代用として動員された。最盛期の昭和25年12月には１週間に34列車、延べ127両で3,200人以上を輸送し、昭和27年3月までに延べ24,839人の傷病兵を輸送した。
朝鮮戦争中は航空機で立川基地に後送された傷病兵をキャンプ・ドルウの軍病院に収容するダイヤも組まれ、国鉄と東武鉄道を直通する専用列車が運転された。経路は青梅線西立川駅－東武鉄道西小泉駅間で、昭和26年10月から昭和27年2月まで1～2両の病客車を連結した専用列車が深夜に走った。

## 各国の病院列車
- 第一次世界大戦期フランスの病院列車（1918年）
- 第二次大戦中、病院列車に改造されるLMSの客車（イギリス）
- 病院列車から救急車へ移送される傷病兵（1939年ドイツ）
- 病院列車の車体表記（1944年アメリカ）